# Елда (град)
Ѐлда (на испански: Elda) е град в Югоизточна Испания, провинция Аликанте на автономната област Валенсия. Разположен е на река Виналопо, на 30 km северозападно от град Аликанте. Населението му е 52 620 души (по данни от 1 януари 2017 г.).
В Елда е роден хореографът Антонио Гадес (1926 – 2004).